# Allemagne de l'Est aux Jeux olympiques d'hiver de 1972
L'Allemagne de l'Est participe aux Jeux olympiques d'hiver de 1972, organisés à Sapporo au Japon. Cette nation prend part aux Jeux olympiques d'hiver pour la deuxième fois. La délégation soviétique, formée de 42 athlètes (29 hommes et 13 femmes), obtient quatorze médailles (quatre d'or, trois d'argent et sept de bronze) et se classe au deuxième rang du tableau des médailles.

## Médaillés
| Médaille                            | Athlète                                                       | Sport               | Épreuve                  |
| ----------------------------------- | ------------------------------------------------------------- | ------------------- | ------------------------ |
| Médaille d'or, Jeux olympiques      | Wolfgang Scheidel                                             | Luge                | Individuel hommes        |
| Médaille d'or, Jeux olympiques      | Horst Hörnlein Reinhard Bredow                                | Luge                | Double hommes            |
| Médaille d'or, Jeux olympiques      | Anna-Maria Müller                                             | Luge                | Individuel femmes        |
| Médaille d'or, Jeux olympiques      | Ulrich Wehling                                                | Combiné nordique    | Individuel hommes        |
| Médaille d'argent, Jeux olympiques  | Hansjörg Knauthe                                              | Biathlon            | 20 kilomètres hommes     |
| Médaille d'argent, Jeux olympiques  | Harald Ehrig                                                  | Luge                | Individuel hommes        |
| Médaille d'argent, Jeux olympiques  | Ute Rührold                                                   | Luge                | Individuel femmes        |
| Médaille de bronze, Jeux olympiques | Hansjörg Knauthe Joachim Meischner Dieter Speer Horst Koschka | Biathlon            | Relais 4 × 7,5 km hommes |
| Médaille de bronze, Jeux olympiques | Manuela Groß Uwe Kagelmann                                    | Patinage artistique | Couples                  |
| Médaille de bronze, Jeux olympiques | Wolfram Fiedler                                               | Luge                | Individuel hommes        |
| Médaille de bronze, Jeux olympiques | Klaus-Michael Bonsack Wolfram Fiedler                         | Luge                | Double hommes            |
| Médaille de bronze, Jeux olympiques | Margit Schumann                                               | Luge                | Individuel femmes        |
| Médaille de bronze, Jeux olympiques | Karl-Heinz Luck                                               | Combiné nordique    | Individuel hommes        |
| Médaille de bronze, Jeux olympiques | Rainer Schmidt                                                | Saut à ski          | Grand tremplin hommes    |